# Chawara Chautara
Chawara Chautara – gaun wikas samiti w zachodniej części Nepalu w strefie Seti w dystrykcie Doti. Według nepalskiego spisu powszechnego z 2001 roku liczył on 522 gospodarstw domowych i 3384 mieszkańców (1741 kobiet i 1643 mężczyzn).